# Джеймс Клавел
Джеймс Клавел (на английски: James Clavell), роден Чарлс Едмънд Дюмареск Клавел, е британско-американски писател и филмов сценарист, известен най-вече със своите романи Шогун и Цар Плъх и филми като Голямото бягство от 1963 г.

## Биография и творчество
Клавел е роден в Сидни, Австралия през 1921 г. Баща му е офицер в Британската кралска армия, поради което детството на Клавел преминава на много места, влизащи в Общността на нациите. През 1940 г. се записва в Британската кралска артилерия и е изпратен в Малайзия да се сражава с японците. При престрелка е ранен и изпратен в японски военнопленнически лагер на индонезийския остров Ява. По-късно е преместен в затвора Чанги, близо до Сингапур. Тези събития залягат в основата на първия му роман – Цар Плъх, публикуван през 1962 г., в който Клавел е до голяма степен прототип на героя Питър Марлоу.
През 1946 г. е издигнат в ранг капитан, но катастрофа с мотоциклет слага край на военната му кариера. Записва се в Бирмингамския университет и там се запознава с Ейприл Страйд (актриса), по-късно през 1951 г. се жени за нея. Чрез нея се запознава с филмовата индустрия и развива желание да стане режисьор.
През 1953 г. заедно със семейството си се премества в Ню Йорк, където работи в телевизията, впоследствие заминава за Холивуд. Накрая успява да се утвърди като сценарист с филми като Полетът (The fly) и Тутси (на англ. Watusi, алтернативното название на народа). Съпродуцира класическия филм Голямото бягство (The Great escape). Към 1959 вече сам продуцира и режисира филми.
През 1963 получава американско гражданство. Умира в Швейцария през 1994 от удар – следствие на заболяване от рак.

## Азиатска сага
След публикуването на Цар Плъх през 1962 г., Клавел се връща към романите с Тай-пан“ през 1966 г., чието действие се развива в Хонконг през 1840 г. Тай-Пан се превръща в модел за следващите романи на Клавел. Шогун, публикувана през 1975 г., се превръща в най-известната му книга. Чрез Търговска къща той съединява първите две напълно различни книги, като споменава герои, семейства или предци на тези семейства от предходните романи в сегашния. Шогун и Търговска къща са екранизирани.
Вихрушка, неговият следващ роман, описва Иранската революция от 1979 г. Гай-джин, публикувана малко преди смъртта му, връща действието в Далечния изток към 1860 г. Една от главните връзки в тази сага е историята на фамилия Струан, търговска компания, прототип на съществуващата Jardine Matheson.
Взети заедно тези романи са известни с името „Азиатска сага“. Основната тема, свързваща тези книги, е контактът на западната цивилизация с Изтока.
Неговите герои са главно западняци (най-вече британци), отишли в Азия с търговски намерения. Самият Клавел вярва в ползата от свободната търговия между нациите, виждайки я не като експлоатация, а като събиране на различни култури чрез свързването им с общи интереси. Поради това и в работите му се забелязва известна доза антиимпериализъм.

## Произведения

### Азиатска сага
- Шогун (1975) – действието се развива във феодална Япония, 1600
- Тай-пан (1966) – действието се развива в Хонконг, 1841
- Гай-джин (1993) – действието се развива в Япония, 1862
- Цар Плъх (1962) – действието се развива в японски военнопленнически лагер, 1945
- Търговска къща (1981) – действието се развива в Хонконг, 1963
- Вихрушка (1986) – действието се развива в Иран, 1979

### Други
- The Children's Story' (1980)
- The Art of War, превод на известната книга на Сун Дзъ (1983)
- Thrump-O-Moto (1986)
- Escape (1994)

### Екранизации и филмография
- 1958 The Fly – сценарист
- 1959 Watusi – сценарист
- 1959 Five Gates to Hell – сценарист
- 1959 Men Into Space – ТВ сериал, автор на 2 епизода
- 1960 Walk Like a Dragon – сценарист
- 1961 Whiplash – ТВ сериал, автор на 1 епизод
- 1963 Голямото измъкване – сценарист, продуцент
- 1964 633-та Ескадрила – сценарист
- 1965 The Satan Bug – сценарист
- 1965 Цар Плъх – сценарист
- 1967 На учителя, с любов – сценарист, продуцент и режисьор
- 1971 Последната долина – сценарист, продуцент и режисьор
- 1974 To Sir, with Love – ТВ филм, сценарист
- 1980 Шогун – ТВ минисериал
- 1980 Shogun – ТВ филм, сценарист, продуцент
- 1967 The Sweet and the Bitter – сценарист, продуцент и режисьор
- 1982 The Children's Story – ТВ филм, сценарист, продуцент и режисьор
- 1986 Тай-Пан – сценарист
- 1988 Нобъл Хаус – ТВ минисериал, сценарист и продуцент, 4 епизода